# Bödvar Bjarki

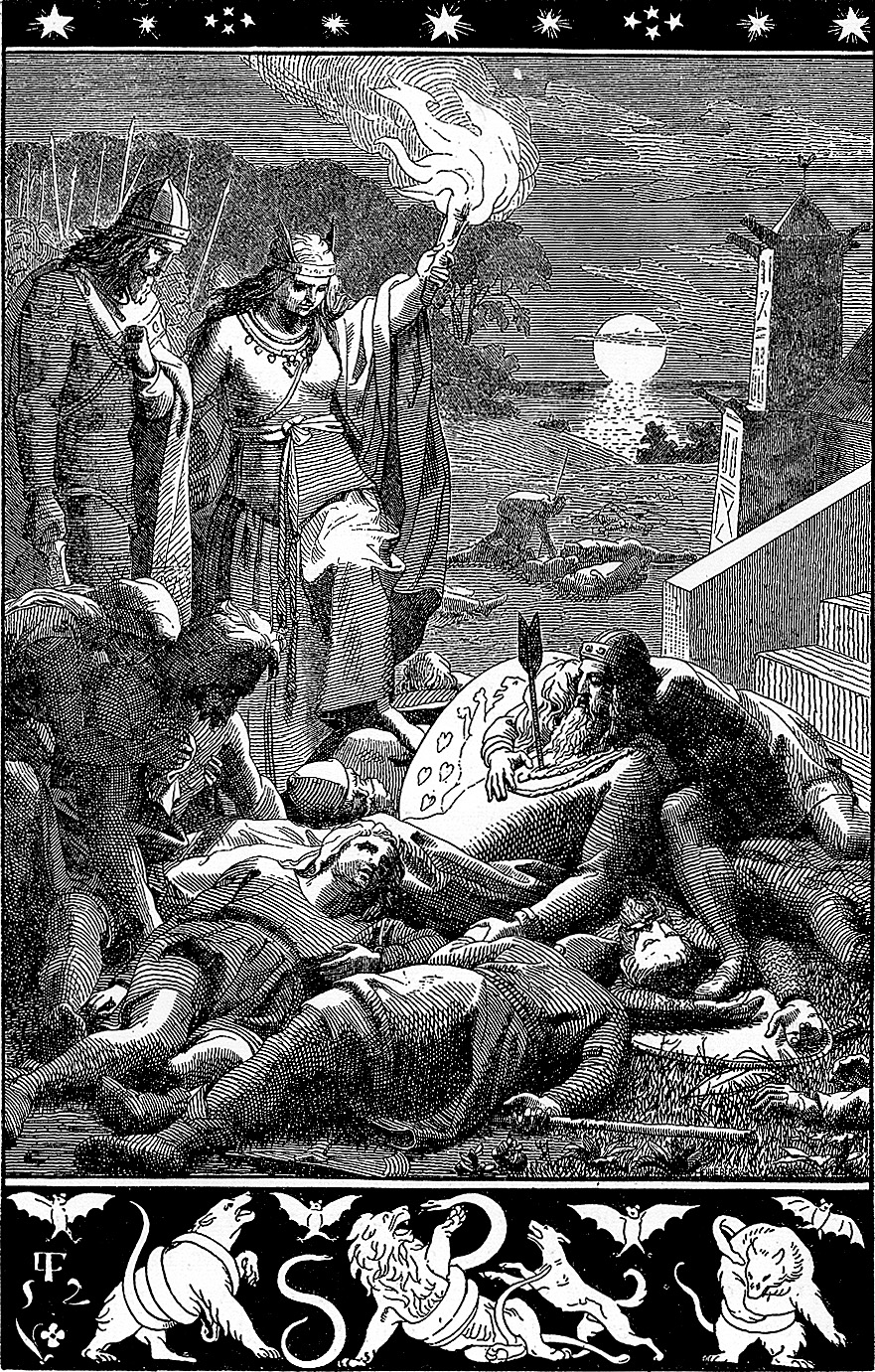
Ilustración sobre Bödvar Bjarki

Bödvar Bjarki (del nórdico antiguo: Böðvarr Bjarki, significa «pequeño oso luchador»), fue uno de los doce berserkers reclutados por el legendario Hrólfr Kraki, un legendario guerrero vikingo durante la Era de Vendel a principios del siglo VI. La fecha nunca ha sido cuestionada o ha sido motivo de controversia y que se deduce de las propias fuentes primarias y la fecha de la incursión del caudillo vikingo de los gautas, Hygelac en Frisia (alrededor de 516). También se sustenta en las excavaciones arqueológicas de los montículos de Eadgils y Ohthere en Suecia. Bödvar Bjarki aparece como personaje en la tradición literaria anglosajona y la literatura medieval escandinava, en la saga Hrólfs saga kraka, en el epítome en latín de la hoy perdida saga Skjöldunga (Bodvarus), y Gesta Danorum (Biarco) de Saxo Grammaticus. Algunos investigadores piensan que Beowulf del poema del mismo nombre en inglés antiguo, es el mismo personaje, pero otros todavía discuten este argumento.
A diferencia de Beowulf, se cita a Bödvar como noruego, un factor histórico entendiendo que el relato fue escrito por autores islandeses quienes en su mayoría descienden de colonos noruegos.
No obstante, su hermano era el rey de Götaland (Geatland) y, como Beowulf, Bödvar llegó a Dinamarca procedente de Geatland. Más aún, nada más llegar a la corte danesa, mata a una bestia monstruosa que había estado aterrorizando a los daneses en el Yule durante dos años. 
El poema Bjarkamál (del que solo se conservan algunas estrofas pero que Saxo Grammaticus presenta en una floreada paráfrasis) se entendió como un diálogo entre Bödvar Bjarki y su joven compañero Hjalti, quien una y otra vez urge a Bödvar despertar de su sueño para luchar por el rey Hrólf en su última batalla en la que están condenados a ser derrotados. Como se explica en la prosa, el despertar fue mal hecho, ya que Bjarki estaba en trance y su espíritu en forma de un oso monstruoso ayudaba a Hrólf mucho más que Bjarki podía hacer con sólo su fuerza humana.